# Смородинское муниципальное образование (Саратовская область)
Сморо́динское муниципальное образование — сельское поселение в Перелюбском районе Саратовской области.
Административный центр — село Смородинка.

## Население
| 2010 | 2011  | 2012  | 2013  | 2014  | 2015 | 2016 |
| ---- | ----- | ----- | ----- | ----- | ---- | ---- |
| 1105 | ↘1103 | ↘1089 | ↘1063 | ↘1046 | ↘995 | ↘984 |
| 2017 | 2018  | 2019  | 2020  | 2021  |      |      |
| ↘972 | ↘964  | ↘961  | ↘954  | ↘759  |      |      |

## Состав сельского поселения
| № | Населённый пункт | Тип населённого пункта       | Население |
| - | ---------------- | ---------------------------- | --------- |
| 1 | Новый Перелюб    | железнодорожная станция      | ↘318      |
| 2 | Пригорки         | посёлок                      | ↘350      |
| 3 | Смоленка         | село                         | 7         |
| 4 | Смородинка       | село, административный центр | ↘430      |

## Местное самоуправление
Главой поселения является Савлук Тимофей Валентинович.